# Gare de L’Herbergement – Les Brouzils
Gare de L’Herbergement – Les Brouzils – przystanek kolejowy w L’Herbergement, w departamencie Wandea, w regionie Kraj Loary, we Francji.
Został otwarty w 1866 przez Compagnie du chemin de fer de Paris à Orléans (PO). Jest przystankiem kolejowym Société nationale des chemins de fer français (SNCF), obsługiwanym przez pociągi TER Pays de la Loire.